# Strephonota purpurantes
Espèce
Strephonota purpurantes est un papillon de la famille des Lycaenidae, de la sous-famille des Theclinae et du genre Strephonota.

## Dénomination
Strephonota purpurantes a été décrit par Herbert Druce en 1907 sous le nom de Thecla purpurantes.

## Description
Strephonota purpurantes est un petit papillon avec une fine et longue queue à chaque aile postérieure.
Le dessus est bleu avec aux ailes antérieures l'apex, le bord costal et le bord externe noir.
Le revers est gris foncé orné d'une ligne postdiscale blanche doublée de noir, avec aux ailes postérieures deux gros ocelles rouge dont un en position anale.

## Écologie et distribution
Strephonota purpurantes est présent au Pérou,.

### Protection
Pas de statut de protection particulier.